# Darwinismo universale
Il Darwinismo universale (anche conosciuto come darwinismo generalizzato, teoria della selezione universale, o metafisica darwiniana) si riferisce ai vari approcci in grado di estendere la teoria del darwinismo oltre il suo dominio originale, ovvero l'evoluzione biologica sulla Terra. Il darwinismo universale mira a formulare una versione generalizzata dei meccanismi di variazione, selezione ed ereditarietà proposti da Charles Darwin, in modo che possano essere applicati per spiegare l'evoluzione in un'ampia varietà di altri domini, tra cui la psicologia, l'economia, la cultura, la medicina, l'informatica e la fisica.

## Meccanismi di base
In linea di massima, la teoria dell'evoluzione di Charles Darwin afferma che gli organismi si evolvono e si adattano al loro ambiente mediante un processo iterativo, il quale può essere concepito come un algoritmo evolutivo che ricerca nello spazio delle forme possibili (il panorama della fitness) le più adatte alla sopravvivenza. Questo processo ha tre componenti:
- variazione di un dato modulo o modello. Questo è di solito (ma non necessariamente) considerato casuale e si verifica tipicamente per mutazione o ricombinazione.
- selezione delle varianti più idonee, cioè quelle più adatte a sopravvivere e a riprodursi nel loro ambiente. Le varianti non idonee vengono eliminate.
- ereditarietà o conservazione, nel senso che le caratteristiche delle varianti idonee vengono mantenute e trasmesse, ad esempio nella prole.

Le varianti idonee sopravvissute possono subire nuovamente variazioni direttamente o nella loro prole, iniziando un nuovo ciclo di iterativo. Il meccanismo complessivo è simile alle procedure di risoluzione dei problemi tramite i metodi "prova e sbaglia" o "genera e prova": l'evoluzione può essere concepita come la ricerca della migliore soluzione per il problema della sopravvivenza e della riproduzione e funziona effettuando prove, testando i risultati, eliminando i fallimenti e mantenendo i successi.
Il darwinismo "universale" generalizza queste conclusioni sostituendo l'organismo con qualsiasi modello, fenomeno o sistema riconoscibile. La prima condizione del darwinismo universale è che il modello possa "sopravvivere" (mantenersi o conservarsi) abbastanza a lungo o "riprodursi" (replicarsi, essere copiato) con sufficiente frequenza che da precluderne la scomparsa. La componente ereditaria presuppone che le informazioni nel modello devono essere conservate o trasmesse. La seconda condizione è che durante la sopravvivenza e la riproduzione possano verificarsi variazioni (piccoli cambiamenti nel modello). Infine, l'ultima condizione è che vi sia una "preferenza" selettiva in modo che alcune varianti tendano a sopravvivere o riprodursi "meglio" di altre. Dunque, se queste condizioni saranno soddisfatte secondo la logica della selezione naturale, il modello si evolverà verso forme più idonee.
Alcuni fenomeni per cui si sono postulati meccanismi di variazione, selezione e dunque adattamento sono: geni, idee (memi), teorie, tecnologie, neuroni e loro connessioni, parole, programmi per computer, aziende, anticorpi, istituzioni, diritto e sistemi giudiziari, stati quantistici e persino interi universi.

## Storia e sviluppo
Dal punto di vista concettuale, "la teoria evoluzionistica sui fenomeni culturali, sociali ed economici", seppur priva dell'idea di selezione naturale, è precedente a Darwin. Lo stesso Darwin, insieme ai successivi pensatori del XIX secolo come Herbert Spencer, Thorstein Veblen, James Mark Baldwin e William James, applicò l'idea di selezione naturale ad altri domini, come il linguaggio, la psicologia, la società e la cultura. Tuttavia, questa tradizione evolutiva fu eliminata dalle scienze sociali all'inizio del XX secolo, in parte a causa della cattiva reputazione del darwinismo sociale, un tentativo di utilizzare il darwinismo per giustificare la disuguaglianza sociale.
A partire dagli anni Cinquanta, Donald T. Campbell è stato uno dei primi e più influenti autori a far rivivere la tradizione e a formulare un algoritmo darwiniano generalizzato direttamente applicabile a fenomeni al di fuori della biologia. In questo, è stato ispirato dalle idee di William Ross Ashby riguardo l'auto-organizzazione e l'intelligenza come processi fondamentali di selezione. Ashby intendeva fornire una spiegazione per lo sviluppo della scienza e altre forme di conoscenza che vertesse sulla variazione e la selezione di idee e teorie, ponendo così le basi per la disciplina dell'epistemologia evolutiva. Negli anni '90, Campbell formulò la teoria del meccanismo di "variazione cieca e ritenzione selettiva" (BVSR), che è stata ulteriormente sviluppata ed estesa ad altri domini con il nome di "teoria della selezione universale" o "selettività universale" dai suoi discepoli Gary Cziko, Mark Bickhard, e Francis Heylighen.
Fu forse Richard Dawkins a coniare il termine "darwinismo universale" nel 1983 ipotizzando che qualsiasi possibile forma di vita esistente al di fuori del sistema solare sarebbe stata soggetta alle stesse leggi della selezione naturale che vigono sulla Terra. Questa congettura è stata presentata anche nel 1983 in un articolo intitolato “The Darwinian Dynamic” che trattava dell'evoluzione dell'ordine nei sistemi biologici e in alcuni sistemi fisici non viventi. È stato suggerito che "la vita, ovunque essa si trovi nell'universo, si evolve secondo la stessa legge dinamica", definita la dinamica darwiniana. Henry Plotkin nel suo libro del 1997 sulle macchine Darwiniane traccia un collegamento tra il darwinismo universale e l'epistemologia evolutiva di Campbell. Susan Blackmore, in The Meme Machine (1999), dedica un capitolo intitolato "Darwinismo universale" a una discussione sull'applicabilità del processo darwiniano a un'ampia gamma di argomenti scientifici.
Il filosofo della mente Daniel Dennett, nel suo libro L'idea pericolosa di Darwin (1997), sviluppa l'idea di un processo darwiniano, che coinvolge variazione, selezione e ritenzione, come un algoritmo generico dal substrato neutro e che e potrebbe essere applicato a molti campi della conoscenza al di fuori della biologia. Dennet descrive l'idea della selezione naturale come un "acido universale" che non può essere contenuto in nessun contenitore, poiché filtra attraverso le pareti e si diffonde sempre più, toccando e trasformando sempre più domini, notando in particolare il campo della memetica nelle scienze sociali.
La previsione di Dennett si è rivelata corretta. Negli ultimi decenni infatti, la prospettiva darwiniana si è diffusa sempre più ampiamente, in particolare attraverso le scienze sociali come fondamento di numerose discipline tra cui la memetica, l'economia evoluzionistica, psicologia evoluzionistica, l'antropologia evoluzionistica, il darwinismo neurale e la linguistica evoluzionistica. Le teorie del darwinismo quantistico ipotizzano che i processi darwiniani operino alla base della fisica, della cosmologia e della chimica attraverso effetti di selezione dell'osservazione e selezione naturale cosmologica. Meccanismi simili sono ampiamente applicati in informatica nei domini degli algoritmi genetici e del calcolo evolutivo, che giungono alla soluzione di problemi complessi attraverso un processo di variazione e selezione.
L'autore D.B. Kelley ha formulato uno degli approcci più onnicomprensivi al darwinismo universale. Nel suo libro The Origin of Everything (2013), sostiene che la selezione naturale non riguarda, come sosteneva Darwin, la conservazione delle specie più adatte alla sopravvivenza ma la conservazione dei sistemi più adatti all'esistenza. Il meccanismo fondamentale alla base di tutta questa stabilità ed evoluzione è quindi ciò che Kelley chiama "sopravvivenza dei sistemi più adatti". Poiché tutti i sistemi sono ciclici, i processi darwiniani di iterazione, variazione e selezione operano non solo sulle le specie ma su tutti i fenomeni naturali su larga e piccola scala. Kelley sostiene quindi che, soprattutto dopo il Big Bang, l'universo si è evoluto da uno stato altamente caotico a uno altamente ordinato con molti fenomeni stabili, naturalmente selezionati.

## Esempi di teorie darwiniste universali
I seguenti approcci possono tutti essere visti come esemplificativi di una generalizzazione delle idee darwiniane al di fuori del loro dominio originale, la biologia. Queste "estensioni darwiniane" possono essere raggruppate in due categorie, a seconda che discutano le implicazioni dell'evoluzione biologica (genetica) in altre discipline (es. medicina o psicologia), o trattino i processi di variazione e selezione di entità diverse dai geni (es. programmi per computer, aziende o idee). Tuttavia, non è possibile alcuna separazione rigorosa, poiché la maggior parte di questi approcci (ad esempio, in sociologia, psicologia e linguistica) considerano aspetti dell'evoluzione sia genetici e sia non genetici (ad esempio culturali), così come le interazioni tra di loro (si veda ad esempio la teoria dell'eredità duale).

### Estensioni darwiniane basate sui geni
- La psicologia evolutiva presume che le nostre emozioni, preferenze e meccanismi cognitivi siano il prodotto della selezione naturale
  - La psicologia evoluzionistica dell'educazione applica la psicologia evoluzionistica all'educazione;
  - La psicologia evoluzionistica dello sviluppo applica la psicologia evoluzionistica allo sviluppo cognitivo;
  - La teoria della felicità darwiniana applica la psicologia evoluzionistica allo scopo di comprendere le condizioni ottimali per il benessere umano;
  - Gli studi letterari darwiniani esaminano la relazione tra personaggi e trama sulla base della psicologia evoluzionistica;
  - L'estetica evoluzionistica applica la psicologia evoluzionistica per spiegare il nostro senso di bellezza, specialmente per i paesaggi e i corpi umani;
  - La musicologia evoluzionistica applica l'estetica evoluzionistica alla musica;
- L'antropologia evoluzionistica studia l'evoluzione degli esseri umani;
- La sociobiologia afferma che i sistemi sociali negli animali e negli esseri umani siano il prodotto dell'evoluzione biologica darwiniana;
- L'ecologia comportamentale umana spiega come il comportamento umano si sia adattato al suo ambiente attraverso la variazione e la selezione;
- L'epistemologia evoluzionistica dei meccanismi studia come si sono evolute le nostre capacità di accumulare conoscenza (percezione, cognizione);
- La medicina evoluzionistica indaga l'origine delle malattie osservando l'evoluzione sia del corpo umano che dei suoi parassiti;
- La dieta paleolitica teorizza che l'alimentazione più sana sia quella a cui i nostri antenati cacciatori-raccoglitori si sono adattati nel corso di milioni di anni;
- Lo stile di vita paleolitico generalizza la dieta paleolitica ad includere attività fisica, comportamenti ed esposizione all'ambiente;
- L'evoluzione molecolare studia l'evoluzione a livello di DNA, RNA e proteine
- La criminologia biosociale studia il crimine utilizzando diversi approcci che includono la genetica e la psicologia evolutiva
- La linguistica evoluzionistica studia l'evoluzione del linguaggio, sia dal punto di vista della biologia che della cultura;[26]

### Altre applicazioni della teoria darwiniana
- Il darwinismo quantistico interpreta l'emergere di stati classici in fisica come una selezione naturale delle proprietà quantistiche più stabili;
- La selezione naturale cosmologica ipotizza che gli universi si riproducano e siano selezionati per possedere costanti fondamentali che massimizzino la loro "fitness";
- I sistemi adattivi complessi modellano la dinamica dei sistemi complessi in parte sulla base della variazione e selezione dei suoi componenti;
- La computazione evolutiva è un approccio darwiniano alla generazione di programmi per computer in grado di adattarsi;
- Gli algoritmi genetici, un sottoinsieme del calcolo evolutivo, modellano le variazioni di operatori "genetici" (mutazione e ricombinazione);
- La robotica evolutiva applica algoritmi darwiniani alla progettazione di robot autonomi;
- La vita artificiale utilizza algoritmi darwiniani per far evolvere agenti informatici simili a organismi in una simulazione software;
- L'arte evolutiva utilizza la variazione e la selezione per produrre opere d'arte;
- La musica evolutiva applica lo stesso principio dell'arte evolutiva alle opere musicali;
- La teoria della selezione clonale vede la creazione di anticorpi adattati nel sistema immunitario come un processo di variazione e selezione
- Il darwinismo neurale ipotizza che i neuroni e le loro sinapsi siano potati selettivamente durante lo sviluppo del cervello;
- L'epistemologia evoluzionistica suppone che i meccanismi di variazione, trasmissione e selezione si applichino alle teorie scientifiche
- La memetica è una teoria della variazione, trasmissione e selezione applicata a elementi culturali come idee, mode e tradizioni;
- La teoria eredità duale è un modello teorico dell'evoluzione culturale sviluppatasi in gran parte indipendentemente dalla memetica;
- La teoria della selezione culturale è una teoria dell'evoluzione culturale relativa alla memetica;
- L'economia evoluzionistica studia la variazione e la selezione dei fenomeni economici, come le merci, le tecnologie, le istituzioni e le organizzazioni.[27]
- L'etica evoluzionistica indaga l'origine della moralità e utilizza i fondamenti darwiniani per formulare valori etici;
- La Grande Storia è una narrativa basata sulla scienza che integra la storia dell'universo, della terra, della vita e dell'umanità. Gli studiosi considerano il darwinismo universale un possibile tema unificante per la disciplina.[28]